# Condado de Muranga
El condado de Muranga o condado de Murang'a es un condado de Kenia.
Se sitúa en la antigua Provincia Central y su capital es Murang'a. La población total del condado es de 942 581 habitantes según el censo de 2009.
Era natural de la zona abarcada por el condado Milkah Muthoni Waweru (1948-2009), una mujer pionera en la música góspel del país.

## Localización
Con un área de 2558,8 km², tiene los siguientes límites:
| Noroeste: Condado de Nyeri  | Norte: Condado de Nyeri | Noreste: Condado de Kirinyaga |
| Oeste: Condado de Nyandarua |                         | Este: Condado de Embu         |
| Suroeste: Condado de Kiambu | Sur: Condado de Kiambu  | Sureste: Condado de Machakos  |

## Demografía
En el censo de 2009, las principales localidades del condado son las siguientes:
1. Makuyu, villa, 71 913 habitantes
2. Maragua, villa, 32 315 habitantes

## Transportes
Por el condado pasa la carretera A2, que conecta Nairobi con Etiopía. En esta carretera se encuentra Makuyu, a medio camino entre Thika y el condado de Kirinyaga. En el centro del condado sale al oeste un desvío de la A2, la carretera C71, que lleva a Maragua y Muranga. Varias carreteras secundarias permiten ir a los montes Aberdare y a Nyeri.